# Sidamo (province)
Pour l’article homonyme, voir sidamo (langue).
« Gedeo (awraja) », « Sidama (awraja) » et « Welayita » redirigent ici. Pour les autres significations, voir Gedeo, Sidama et Wolaytta.
La province de Sidamo est une ancienne province éthiopienne. Sa capitale fut d'abord Yrgalem puis Awasa. Le nom de la province vient de celui du groupe ethnique qui y était majoritaire : les Sidamas. La province a été divisée en 1995 entre la région Oromia, la région des nations, nationalités et peuples du Sud (RNNPS) et la région Somali.
La région est productrice d'une variété de café de type moka.

## Histoire
Historiquement, la partie la plus méridionale du Sidamo, et l'une des plus riches du pays, a été désignée comme l'awraja de Darassa. L'Éthiopie, un des deux états souverains et indépendants du continent africain à la fin du XIXe siècle, y apparaît indéniablement en entité colonisatrice imposant son armée, son administration et contrôlant échanges et transactions économiques. Le dejazmach Tafari Makonnen, appelé plus tard à devenir empereur sous le nom de Haïlé Sélassié Ier, en a été le brillant gouverneur d'avril 1908 à avril 1909.
Le Sidamo conserve jusque dans les années 1970 les districts emblématiques de Sidama, Gede-o (en Gede-o ou pays de Goro), Jem-Jem et Arero. Le site d'Arero, sur un haut plateau tabulaire ou ambas, le plus souvent perdu dans les nuages ou la brume matinale persistante, est notamment choisi pour y placer la capitale administrative du pays borana éthiopien, un pays d'éleveurs traditionnels, mieux ouvert qui s'étale par ailleurs dans les lointaines vallées ensoleillées méridionales en contrebas. Le choix arbitraire, confirmé en 1930, de cet isolement montagnard de la petite capitale est caractéristique des hauts fonctionnaires, soucieux de retrouver fraîcheur et ambiance de leurs hauts plateaux natals. Arero, perdant sa fonction capitale lors de la Révolution à la fin des années 70, a retrouvé son sublime isolement, tout en laissant son nom au district en mutation constante et soumis à l'insécurité des années 80, dont la capitale s'étale dans la proche vallée en contrebas.
Le Sidamo devient une contrée bien connue des archéologues par ses stèles ou pierres levées à l'est des lacs Abaya, principalement sur les districts de Sidama et Gede-o, d'abord au milieu de l'entre-deux-guerres, avec la mission Azaïs et Chambard en août 1926, avec les relevés méticuleux de l'institut Frobenius entre décembre 1935 et janvier 1936, et en 1980 avec l'institut d'archéologie. 
En 1991, une partie des woredas Bule et Wonago de l'awraja Gedeo a été incorporée à la région Oromia et à la zone Sidama de la région des nations, nationalités et peuples du Sud[réf. souhaitée].

## Awrajas
Avant 1995, la province de Sidamo était divisée en 6 awrajas.
| Awraja   | Capitale administrative | Répartition dans les zones actuelles               |
| -------- | ----------------------- | -------------------------------------------------- |
| Arero    | Yabelo                  | zones Borena et Guji (Oromia), zone Liben (Somali) |
| Borena   | Negele                  | zones Borena et Guji (Oromia), zone Liben (Somali) |
| Gedeo    | Dila                    | zone Gedeo (RNNPS)                                 |
| Jemjem   | Kibre Menguist          | zone Guji (Oromia)                                 |
| Sidama   | Yirgalem                | région Sidama                                      |
| Welayita | Sodo                    | zone Wolayita (RNNPS)                              |